# Coronel Hilario Lagos
Coronel Hilario Lagos o Estancia Aguas Buenas es una localidad en la provincia de La Pampa, Argentina, dentro del departamento Chapaleufú. Este poblado se formó a partir de familias provenientes del paraje Mariano Miró, una localidad desaparecida en 1911.

## Toponimia
El Coronel Hilario Lagos (1840-1895) avanzó con tropas a su cargo desde el oeste de la provincia de Buenos Aires hasta el Toay en el territorio en el cual todavía predominaba Pincén y su gente. En 1873 Lagos obtuvo una victoria en el paraje Quemú Quemú. Después de concluida la Conquista del Desierto, Lagos fue designado en 1888 director del Banco de la provincia de Buenos Aires. Posteriormente y entre los años 1890 y 1892, fue Diputado Nacional.

## Población
Contó con 676 habitantes (Indec, 2010), lo que representó leve descenso frente a los 681 habitantes (Indec, 2001) del censo anterior. 
El censo nacional 2022 arrojó 662 habitantes y 353 viviendas.
| Gráfica de evolución demográfica de Coronel Hilario Lagos entre 1991 y 2022 |
|                                                                             |
| Fuente: Censos nacionales del INDEC                                         |